# Benedict Wong
Benedict Wong (Eccles, 3 de juliol de 1971) és un actor anglès que ha aparegut al cinema, la televisió, i el teatre. Wong és conegut per fer de Khublai Khan a la sèrie Marco Polo (2014–2016) de Netflix i de Bruce Ng en la pel·lícula The Martian (2015).
Wong interpreta Wong a l'Univers Cinemàtic de Marvel, fent la seua primera aparició a Doctor Strange (2016) i més tard apareixent a Avengers: Infinity War (2018), Avengers: Endgame (2019) i Doctor Strange 2 (2022).

## Filmografia

### Pel·lícules
| Any          | Títol                                     | Paper              | Notes          |
| ------------ | ----------------------------------------- | ------------------ | -------------- |
| 2000         | Kiss Kiss (Bang Bang)                     | Pat Proudence      |                |
| 2001         | Wit                                       | Tipus 2            |                |
| 2001         | Spy Game                                  | Tran               |                |
| 2002         | Dirty Pretty Things                       | Guo Yi             |                |
| 2003         | Code 46                                   | Assistent sanitari |                |
| 2005         | On a Clear Day                            | Chan               |                |
| 2005         | A Cock and Bull Story                     | Ed                 |                |
| 2007         | Sunshine                                  | Trey               |                |
| 2007         | Grow Your Own                             | Kung Sang          |                |
| 2008         | Largo Winch                               | William Kwan       |                |
| 2009         | Moon                                      | Thompson           |                |
| 2010         | Shanghai                                  | Juso Kita          |                |
| 2011         | The Lady                                  | Karma Phuntsho     |                |
| 2011         | Johnny English Reborn                     | Chi Han Ly         |                |
| 2012         | Prometheus                                | Ravel              |                |
| 2013         | Hummingbird                               | Mr Choy            |                |
| 2013         | Kick-Ass 2                                | Mr. Kim            |                |
| 2015         | The Martian                               | Bruce Ng           |                |
| 2016         | Doctor Strange                            | Wong               |                |
| 2018         | Annihilation                              | Lomax              |                |
| 2018         | Avengers: Infinity War                    | Wong               |                |
| 2019         | Avengers: Endgame                         | Wong               |                |
| 2019         | The Personal History of David Copperfield | Mr. Wickfield      |                |
| 2019         | Gemini Man                                | Baron              |                |
| 2019         | La dama i el rodamón (Lady and the Tramp) | Bull               | Veu            |
| Per estrenar | Nine Days                                 |                    | Post-producció |